# Mitchell Langerak
Mitchell James Langerak (Emerald, Queensland, Austràlia 22 d'agost de 1988) és un exjugador de futbol australià, que jugava com a porter. Ha sigut internacional amb la selecció australiana.

## Palmarès
- 1 Lliga australiana de futbol: 2008-09
- 2 Bundesliga: 2010-11, 2011-12
- 1 Copa alemanya de futbol: 2011-12
- 2 Supercopa alemanya de futbol: 2013, 2014
- 1 2. Bundesliga: 2016-17
- 2 Copa J.League: 2021, 2024
- 1 Copa d'Àsia de futbol: 2015